# Skocznia narciarska w Brzuchowicach
Skocznia narciarska w Brzuchowicach – nieistniejąca skocznia narciarska, położona w Brzuchowicach koło Lwowa, czynna w latach 1935-1939.

## Historia
Skocznia została wybudowana w 1934 roku z inicjatywy Sekcji Narciarskiej Polskiego Towarzystwa Tatrzańskiego ze Lwowa, według projektu Andrzeja Teisseyre'a. Był to wówczas jeden z większych obiektów na terenie Polski, pozwalający oddawać skoki na odległość do 55 metrów. Spełniał również wymogi FIS. Pierwszy konkurs na skoczni miał miejsce 10 lutego 1935 roku. Były to zawody o mistrzostwo okręgu lwowskiego z udziałem m.in. Stanisława Marusarza. W 1936 roku zawodnik ten ustanowił rekord obiektu skacząc na odległość 48 metrów.
W dniach 15-16 stycznia 1938 roku obiekt gościł międzynarodowe akademickie mistrzostwa Polski, w których tryumfował Marian Woyna Orlewicz (1. w konkursie skoków do kombinacji, 2. w otwartym konkursie skoków). Natomiast w konkursie skoków rozegranym w ramach mistrzostw akademickich w dniu 27 lutego 1938 roku zwyciężył Jan Kula.